# 宇宙レコード
宇宙レコード（うちゅうれこーど）は、小林顕作・西村たけお・中村たかしによる1996年設立の劇団である。東京を中心に活動を行なっている。「レ」の文字を丸で囲むのが正式の表記。

## メンバー
- 小林顕作：脚本・演出・イラスト・映像・ギター・ボーカル担当。
- 西村たけお：社長・一部脚本・ドラムス・ボーカル担当。パントマイムと女装の名手。
- 中村たかし：看板俳優・一部脚本・イラスト・ボーカル・タンバリン・キーボード担当。カーテンコールのメインMCも務める。

## 活動歴
(ライブ活動を含む)
- 1996年11月 『音楽畑でつかまえて』(池袋小劇場)
- 1997年 5月 『宇宙レコード2』(池袋小劇場)
- 1997年 7月 LIVE『ショック集団1』(下北沢OFF・OFF シアター)
- 1997年 9月 LIVE『ショック集団2』(下北沢OFF・OFF シアター)
- 1997年11月 『ナントカ人と待ち合わせ』(池袋小劇場)
- 1998年 4月 LIVE『スーパーショック集団』(神楽坂セッションハウス)
- 1998年 8月 LIVE『燃えろショック集団』(神楽坂セッションハウス)
- 1998年 9月 LIVE『ショショショショショショショック集団』(下北沢OFF・OFF シアター)
- 1998年11月 『うん びっくりしたよ』(下北沢OFF・OFF シアター)
- 1999年 4月 LIVE『ズドーン！！ ボカーン！！』(神楽坂セッションハウス)
- 1999年 9月 LIVE『ゆるいパーマ、きついパーマ』(神楽坂セッションハウス)
- 1999年11月 LIVE『おい！かかってこい！』
- 2000年 3月 『OH!!ペッパーベイビー』(六本木キャラメル)
- 2000年 7月 『ザ・ポシェット』開催(中野ザ・ポケット)
- 2000年11月 『ロッカールーム！！で俺を見つけたら１人でロックンロール！！している俺をほっといてくれ。』(新宿THEATER BRATS)
- 2001年 5月 『毛』(新宿THEATER BRATS)
- 2001年 9月 『小鳥さん・馬・a dog』(明大前 キッド・アイラック・アート・ホール)
- 2002年 5月 『いいえっ ショッピングです』(ラフォーレミュージアム原宿)
- 2002年 8月 HIGHLEG JESUS＋宇宙レコード『スペースジーザス『終演後は駈け足で飲みに行く』(しもきた空間リバティ)
- 2002年 8月 HIGHLEG JESUS＋宇宙レコード『帰ってきたスペースジーザス『生ビールよっつ』(しもきた空間リバティ)
- 2002年11月 『15の夜(仮)』(じゅうごのよるかっこかり)(原宿アストロホール)
- 2003年 4月 『俺、かっこいいんだぜ俺』(新宿THEATER/TOPS)
- 2003年11月 『"Hanzomon？""Ha～Ha～Hanzomon.""Ha～Ha～Hanzomon？"』(TOKYO FM HALL)
- 2004年 4月 　『ウチュロックフェスティバル2004』（原宿ASTORO HALL）
- 2004年 7月 　『見ちゃん♥ いやん♥』（ART COMPLEX1928 京都）
- 2004年 8月 　『いやん♥ 見ちゃん♥』（THEATER／TOPS）
- 2005年 4月 　『深いイミでTHAT’S！オーライ！』（THEATER／TOPS）
- 2005年 7月 　『～マルレ～』（ART COMPLEX1928 京都）
- 2005年11月　『大阪パフォーマンス東京ドール』（Black Chamber大阪/六本木ルーテル教会）
- 2006年 7月　 『そうですね、早くて一時間、一時間で終わりますよ』(ART COMPLEX1928 京都/大阪市立芸術創造館/笹塚ファクトリー)
- 2007年 6月～7月　『ダイブして、今すぐ ほらっ』(笹塚ファクトリー/ART COMPLEX1928 京都)
- 2007年11月　『宇宙レコード パンク集会』(下北沢ガレージ)
- 2009年 7月　 『鉄棒 ファン』（笹塚ファクトリー）
- 2009年11月 『宇宙レコード パンク集会』（下北沢ガレージ）
- 2011年11月『ルーッドヴィッヒはダロワイヨの為に…では、ヤンボスキーは誰が為に？』（キッド・アイラック・アート・ホール ）
- 2014年1月『リハビリテーション ～宇宙レコード ベストセレクション～』(座・高円寺) ※第６回演劇村フェスティバル参加作品